# Peter Godfrey-Smith
Peter Godfrey-Smith (né en 1965) est un philosophe des sciences et un auteur australien, professeur d’histoire et de philosophie des sciences à l’Université de Sydney. Il travaille principalement en philosophie de la biologie et en philosophie de l'esprit. Ses intérêts s’étendent à la philosophie des sciences en général, au pragmatisme (en particulier au travail de John Dewey), et à certains aspects de la métaphysique et de l’épistémologie.

## Éducation et carrière
Peter Godfrey-Smith est né en Australie en 1965. En 1991, il obtient son doctorat en philosophie sous la direction de Philip Kitcher à l’Université de Californie à San Diego. Il a enseigné à Université Harvard, l’Université Stanford, l’Université nationale australienne, et CUNY Graduate Center. Peter Godfrey-Smith a reçu le prix Lakatos pour son livre Darwinian Populations and Natural Selection sorti en 2009, portant sur les fondations philosophiques de la théorie de l’évolution,.

## Other Minds
En 2016, Peter Godfrey-Smith publie son livre Other Minds: The Octopus, the Sea, and the Deep Origins of Consciousness, publié en français sous le titre Le Prince des Profondeurs : l’intelligence exceptionnelle des poulpes. Il y explore les origines de la sentience, de la conscience et de l’intelligence dans le règne animal, et plus spécifiquement leur évolution chez les céphalopodes, comparativement aux mammifères et aux oiseaux,,.

### en anglais
- Complexity and the Function of Mind in Nature, Cambridge University Press, 1996, 328 p. (ISBN 978-0521451666)
- Theory and Reality : An Introduction to the Philosophy of Science, Chicago: University of Chicago Press, 2003 (ISBN 0-226-30062-5)
- Darwinian Populations and Natural Selection, Oxford University Press, 2009, 218 p. (ISBN 978-0199552047)
- Other Minds : The Octopus, the Sea, and the Deep Origins of Consciousness, Farrar, Straus & Giroux Inc, 2016, 272 p. (ISBN 978-0374227760)
- Metazoa : Animal Life and the Birth of the Mind, Farrar, Straus & Giroux Inc, 2020, 336 p. (ISBN 978-0374207946)

### Traduction en français
- Le Prince des Profondeurs : L'intelligence exceptionnelle des poulpes [« Other Minds: The Octopus, the Sea, and the Deep Origins of Consciousness »], Flammarion, 2018, 352 p. (ISBN 978-2081422261)

- L'Odyssée de la conscience : Vie animale et expérience humaine [« Metazoa : animal life and the birth of the mind »], Flammarion, 2024, 464 p. (ISBN 978-2081482067)